# Важне (Одеський район)
Важне́ — село Вигодянської сільської громади в Одеському районі Одеської області в Україні. Населення становить 91 осіб.

## Історія
Під час Голодомору 1932—1933 років померло щонайменше 2 жителі села.
Колишній орган місцевого самоуправління — Березанська сільська рада.

## Населення
Згідно з переписом 1989 року населення села становило 84 особи, з яких 39 чоловіків та 45 жінок.
За переписом населення 2001 року в селі мешкала 91 особа.

### Мова
Розподіл населення за рідною мовою за даними перепису 2001 року:
| Мова       | Відсоток |
| ---------- | -------- |
| українська | 84,62 %  |
| російська  | 13,19 %  |
| болгарська | 1,1 %    |
| молдовська | 1,1 %    |